# Măgura (Bucium), Alba
Măgura este un sat în comuna Bucium din județul Alba, Transilvania, România.